# Canadees Festival van de Tulp
Het Canadese Festival van de Tulp (Engels: Canadian Tulip Festival; Frans: Festival Canadien des Tulipes) is een tulpenfestival dat jaarlijks in mei in Ottawa (Ontario) in Canada wordt gehouden. Volgens de organisatie gaat het om 's werelds grootste tulpenfestival, met meer dan een miljoen tulpen en meer dan 650.000 bezoekers per jaar. Overal in de stad worden dan grote tentoonspreidingen van tulpen geplant, met de grootste in het Commissioners Park aan de oevers van Dow's Lake en langs het Rideau-kanaal met alleen daar al 300.000 tulpen.

## Geschiedenis
In 1945 stuurde het Nederlandse koningshuis 100.000 tulpenbollen naar Ottawa als dank voor de driejarige Canadese bescherming van de toekomstige koningin Juliana en haar familie tijdens de nazi-bezetting van Nederland in de Tweede Wereldoorlog. De belangrijkste gebeurtenis tijdens hun verblijf in Canada was de geboorte in 1943 van prinses Margriet in het Ottawa Civic Hospital. De kraamafdeling werd door de Canadese overheid tijdelijk tot buitenlands gebied verklaard, waardoor de nationaliteit van prinses Margriet uitsluitend werd bepaald door het Nederlandse staatsburgerschap van haar moeder. In 1946 stuurde Juliana nog eens 20.500 bollen met het verzoek om ze voor het ziekenhuis ten toon te spreiden. Daarbij beloofde ze elk jaar 10.000 extra bollen te sturen.

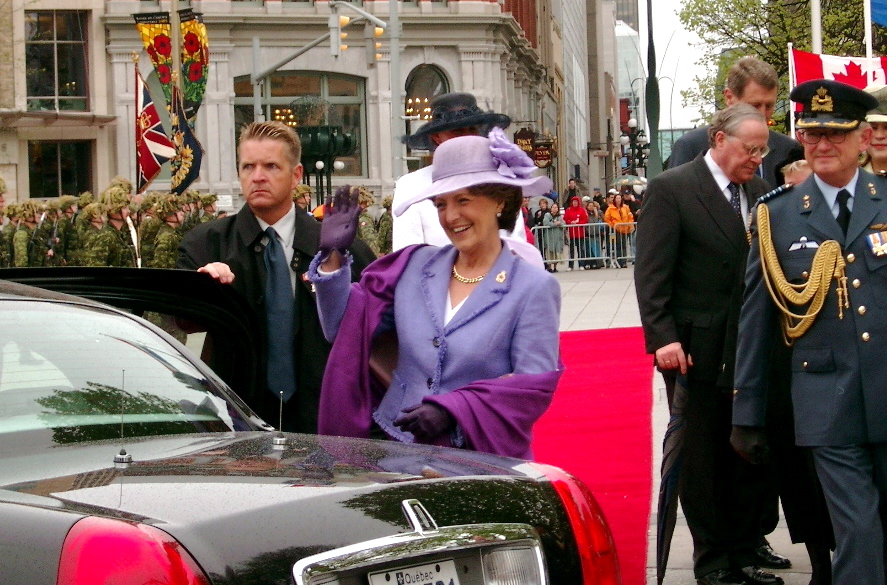
Prinses Margriet keert in mei 2002 terug naar Ottawa om het Canadese Festival van de Tulp bij te wonen.

In de jaren na de oorspronkelijke schenking van koningin Juliana werd Ottawa beroemd om zijn tulpen en in 1953 organiseerden de Ottawa Board of Trade en fotograaf Malak Karsh het eerste "Canadese Festival van de Tulp". Koningin Juliana keerde in 1967 terug om het festival te vieren, en prinses Margriet keerde terug in 2002 voor het 50-jarige jubileum.
Vele jaren was er naast de tulpen een reeks openluchtconcerten op het festival. Op het festival van 1972 gaf Liberace een openingsconcert en op dat van 1987 deed de Canadese zangeres Alanis Morissette op 12-jarige leeftijd haar eerste optreden.
Tussen 1994 en 2006 vierde het Canadese Festival van de Tulp landen over de hele wereld die de tulp ook hebben geadopteerd als een symbool van internationale vriendschap.
In 2007 werden de toegangsprijzen voor het park afgeschaft en werd een inzamelingsactie gehouden ter ondersteuning van War Child Canada. Daarbij nodigde het festival, in het kader van Celebridée: a Celebration of Ideas, vooraanstaande sprekers uit als Salman Rushdie, Chris Anderson van Wired Magazine, de Pulitzer Prize-winnende auteur van Guns, Germs and Steel Jared Diamond en pianiste Angela Hewitt.
In 2019 werd festival door een nieuw bestuur teruggebracht naar een enkele locatie in Commissioners Park, met een Veterans Day Ceremony op Beechwood National Military Cemetery. In 2020 moesten de geplande vieringen voor de 75e verjaardag van de Bevrijding van Nederland vanwege de wereldwijde COVID-19-pandemie omslaan naar een Virtual Experience. Daarbij werd onder meer gebruik gemaakt van luchtfotografie en 360-graden opnames van honderden tulpenrassen.

## Trivia
Vanwege de aanhoudende Canadese steun aan Nederland tijdens de oorlog schonk Seymour Cobley van de Royal Horticultural Society tussen 1941 en 1943 83.000 tulpen aan Canada, enkele jaren voordat de koninklijke familie dit voorbeeld volgde.
Terwijl Nederland nog steeds jaarlijks 20.000 bollen naar Canada stuurt (10.000 van de koninklijke familie en 10.000 van de Koninklijke Algemeene Vereeniging voor Bloembollencultuur), telde het festival in 1963 meer dan 2 miljoen tulpen, en tegenwoordig worden er bijna 3 miljoen gekocht van Nederlandse en Canadese distributeurs.

## Festivallocatie
Commissioner's Park, aan de oevers van Dow's Lake, is een belangrijk centrum van activiteiten voor het Tulpenfestival. De grootste concentratie tulpen in de National Capital Region — zo'n 300.000 — is geplant langs een 1,2km gedeelte van de oever van het meer.